# Bajaj Allianz
Die Bajaj Allianz ist ein großer indischer Versicherer mit Sitz in Pune, bestehend aus den Gesellschaften Bajaj Allianz General Insurance Company Ltd. und Bajaj Allianz Life Insurance Company Ltd.
Bajaj Allianz ist der drittgrößte Anbieter von Lebensversicherungen in Indien. Darüber hinaus werden Sachversicherungen, insbesondere Autoversicherungen, Gebäudeversicherungen, Hausratversicherungen, Krankenversicherungen, Reiseversicherungen und sonstige Versicherungen angeboten.
Beide Gesellschaften wurden im Mai 2001 als Joint Ventures der indischen Bajaj Finserv Limited (74 Prozent) und des deutschen Versicherungskonzerns Allianz SE (26 Prozent) gegründet. Bajaj Finserv ist eine Abspaltung der Finanzdienstleistungssparte und der Windkraftgeschäfte des indischen Kraftfahrzeugherstellers Bajaj Auto aus Pune im indischen Bundesstaat Maharashtra.
Mit Stand 31. März 2015 beschäftigte die Bajaj Allianz General Insurance Company 4025 und die Bajaj Allianz Life Insurance Company 8933 Mitarbeiter.